# تشکیل تأخیری اترینگایت
تشکیل تاخیری اترینگایت به فرآیند تشکیل ناهمگن بلورهای اترینگایت در سیمان پس از سخت‌شدن کامل گفته می‌شود که در آن ترکیبات سولفاتی از خود سیمان تأمین شوند. این بلورها «اترینگایت ثانویه» نامیده می‌شوند. بنابر تعریف، این فرآیند نوعی حمله سولفات داخلی است.
این فرآیند باعث کاهش مدول الاستیک دینامیک بتن شده و در موارد شدیدتر، افزایش حجم سیمان می‌تواند باعث ترک‌خوردن آن شود.

## مکانیزم
مواد معدنی سولفیدی مانند پیریت و پیروتیت در حضور رطوبت و اکسیژن می‌توانند سولفات لازم برای تشکیل تاخیری اترینگایت را فراهم کنند.
{\displaystyle 2FeS_{2}+2H_{2}O+7O_{2}\to 2FeSO_{4}+2H_{2}SO_{4}}